# Noretindron
Noretindron je sintetični progestagen, ki se uporablja pri peroralni kontracepciji. Predstavlja nadomestek progesterona. Običajno se v kontracepciji uporablja v kombinaciji z estrogenom. Izkazuje tako androgeno kot estrogeno delovanje.
Noretindron je prvič sintetiziral mehiški kemik Luis E. Miramontes 15. oktobra 1951. Velja za temeljno učinkovino pri razvoju kontracepcijskih tablet.